# 危地马拉梅毒试验
危地马拉梅毒试验是美国在1946年至1948年間為检验青霉素治療梅毒的效果，在參加者不知情的情況下在危地馬拉進行的一系列人体试验，主要在危地马拉的监狱、一所精神病患收容所和一处军营进行。試驗中有696名感染者，对象包括监狱内的囚犯、危地马拉军人、精神病人等，其中約三分之一的感染者尚未得到有效治療。美國政府在2010年10月就該事件發表正式的道歉。

## 歷史
該試驗由美國公共衛生局（United States Public Health Service）的约翰·查尔斯·卡特勒医学士主持，卡特勒也曾參與1932年至1972年在美國亞拉巴馬州進行的塔斯基吉梅毒試驗。
試驗主要在危地馬拉的監獄、一所精神病患收容所和一處軍營進行，對象包括監獄內的囚犯、危地馬拉軍人、精神病人等，透過讓囚犯與帶有梅毒的娼妓發生性關係和直接將病毒接種在試驗者手臂、臉或陰莖上等方式傳播病毒。感染者還被鼓勵將性病傳染給其他人。試驗者感染病毒後將使用青霉素進行治療，從而了解青霉素治療病毒的效果。
該事件由麻薩諸塞州衛斯理學院（Wellesley College）醫學歷史學家蘇珊·雷佛比發現，她當時正在整理塔斯基吉梅毒試驗的相关资料。發現本次事件的資料後，她撰寫報告將事件公諸於世。

## 道歉
美國國務卿希拉莉和衛生部長西貝利厄斯（Kathleen Se-belius）發表共同聲明，向危地馬拉表示歉意。聲明中說，當時在危地馬拉進行的這些實驗「顯然是不道德的」。同日，美國總統奧巴馬致電給危地馬拉總統阿爾瓦羅·克洛姆（Alvaro Colom），對這件發生於1940年代的不道德事件表示歉意，并向克洛姆保證今天美國進行的所有實驗都嚴格符合國際法和道德標準。

## 反應
危地馬拉政府對消息表示震驚，要求美方提供更詳細的相關資訊。危地馬拉總統強烈譴責美國政府的這種反人類罪行，并表示該國有權將此事件訴諸法律。危地馬拉總統辦公室發言人表示，危地馬拉將與美國成立聯合調查委員會對此事進行調查，受害者將會得到賠償。